# 島津齊彬
島津齊彬（日语：〔〕／ Shimazu Nariakira，1809年4月28日—1858年8月24日），日本江戶時代的大名，薩摩藩第十一代藩主、島津氏第二十八代當主。幼名邦丸，通称又三郎，法名惟敬、麟洲，戒名順聖院殿英德良雄大居士。其熱衷西洋科學、放眼世界，是带领萨摩藩执行富国强兵政策，最终使萨摩在幕末崛起的领袖人物。他培养出诸如西乡隆盛、大久保利通等一大批后来在日本发动明治维新的俊才。安政五年七月十六日，因病突然去世。1901年，被追赠正一位，神号「照国大明神」，奉祀於照國神社。
由於為政清明，所以與宇和島藩第8代藩主伊達宗城、土佐藩第14代藩主山內豐信、福井藩第16代藩主松平春嶽並稱為「幕末四贤侯」。

## 出生与继位
1809年4月28日，島津齊彬出生於江戶城的薩摩藩邸，生母为岛津齐兴正室弥姫（因幡國鳥取藩主池田治道女儿），12岁时受立为世子。因曾祖父、萨摩藩第8代藩主島津重豪的影响，从小对西洋科學有浓郁的兴趣，对曾祖父广为收集的西洋用品，例如鐘、樂器、望遠鏡、顯微鏡和武器等爱不释手。他熟悉拉丁语，曾利用日語转换羅馬字的方法發明了一套個人密碼。重豪还介紹齊彬認識著名的日本博物学家，德国籍的兰醫菲利普·弗朗茲·凡·西博爾德（Franz Van Siebold），這使齊彬成為少數親身接觸過西方人的日本人之一。但这与曾祖父如出一辙的「兰癖」也使藩内的财政稳健派颇有疑惧，因为与兰学有关的研究及现代军工产业的创办会耗費大量資金，島津重豪挥金如土的作风便曾使萨摩藩濒临破产的边缘，藩债总额高达500万两之多。因此好不容易通过延期偿债、走私交易、砂糖专卖等政策，使藩库恢复盈余的萨摩藩家老調所廣鄉（調所笑左衛門）暗中反对齐彬继位，就这一点与岛津齐兴的侧室由羅利益一致，因此两人积极游说藩主改立由罗之子島津久光为世子。齐兴也渐渐心动，即使齐彬已年过40仍迟迟不让位。
至於岛津齐彬則久居江户，与幕府首席老中阿部正弘交好并结为盟友。嘉永元年（1848年），阿部正弘借由调查萨摩藩走私一事，逼迫調所廣鄉在江户萨摩藩邸服毒自杀（死於嘉永元年12月19日/1849年1月13日），痛失輔弼的齐兴对齐彬深为愤恨，因此这次虽然扳倒了久光派的重臣，齐彬仍未顺利接位。嘉永2年（1849年），齐彬的四男、篤之助2歳时突然夭折，据说屋顶上搜出了诅咒的人偶，而此前齐彬的其他几个孩子也接连去世。齐彬派对涉嫌诅咒的由罗一派忍无可忍，发生了多起袭击久光派要人的事件，两派的权力之争日趋白热化。同年12月3日（1850年1月15日），齐彬派的中坚近藤隆左衛門（町奉行兼物頭）、山田清安（町奉行兼物頭）、高崎五郎右衛門（船奉行），突然以图谋谋杀由罗及久光的罪名被捕（事件真伪不明），三人被處以切腹，齐彬派藩士约50人接受了蟄居、遠島流放等处分，史称「由羅騷動」、「高崎之崩」或「嘉永朋黨事件」。 。嘉永3年4月26日（1850年6月6日），留守江户的家老島津壹岐也被命令隱居謹慎，2日后被命切腹。由此藩内的齐彬派几乎消失殆盡，齐彬襲繼的希望已趋渺茫。
然而在对齐彬派彻底鎮压之时，有四人成功脱藩逃出，并前往筑前福冈藩，向福冈藩主——岛津重豪亲子黑田齊溥求助，而岛津重豪的另一子——过继至陆奥國八戶藩的藩主南部信順也向幕府提出申诉。于是阿部再次出面收拾局面，在齐兴登城时，由将軍德川家慶赐下茶器「十德」，暗示齐兴隐居。无法违抗将军命令的岛津齐兴，无奈于嘉永4年2月2日（1851年3月4日）退隐，将家督让与齐彬，在位长达42年。不过因为齐兴的庇护，由罗最终也没有受到惩罚，于慶應2年（1866年）安然死于鹿儿島。

## 藩主时代

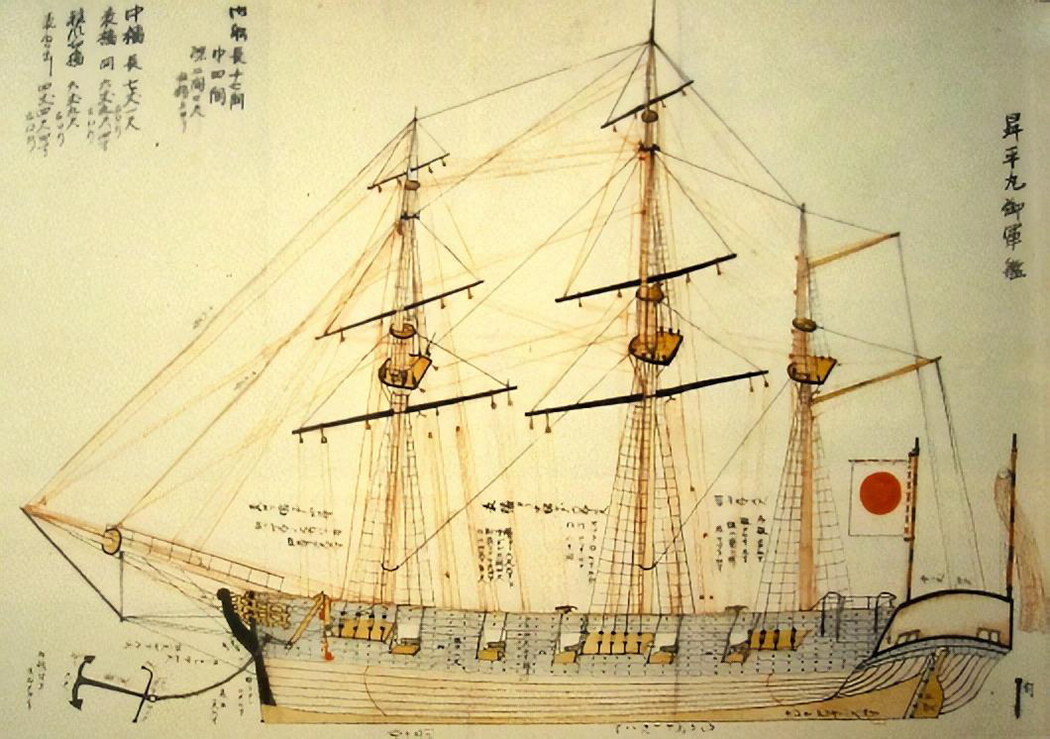
日本首艘西方戰船昇平丸

1850年代齊彬在位期間，被尊崇为幕末四贤侯之一。前不久日本的近邻大清国在鸦片战争中败給英國，使齐彬形成了不小的震撼。因此就任之初，他便积极引进西方的工业技术、着手殖产兴业，以薩摩为中心开始了日本第一个近代西式工厂群的建设，其中涉及造船、冶炼（反射炉、熔矿炉的建造）、纺织、军事工业（大炮、地雷、水雷）、玻璃制造等，為後人统称为「集成館事業」。嘉永4年（1851年）7月，土佐藩的漂流民中滨万次郎从美国归国，齐彬给予其庇护并让他教授萨摩藩士造船法，是日本建造西式大型軍艦的開端。不過之後發生黑船事件，幕府為了應急。下令浦賀奉行跟著起造的「鳳凰丸」較早竣工。薩摩藩亦於同年（安政元年, 1854年）完成「昇平丸」並進獻給幕府。

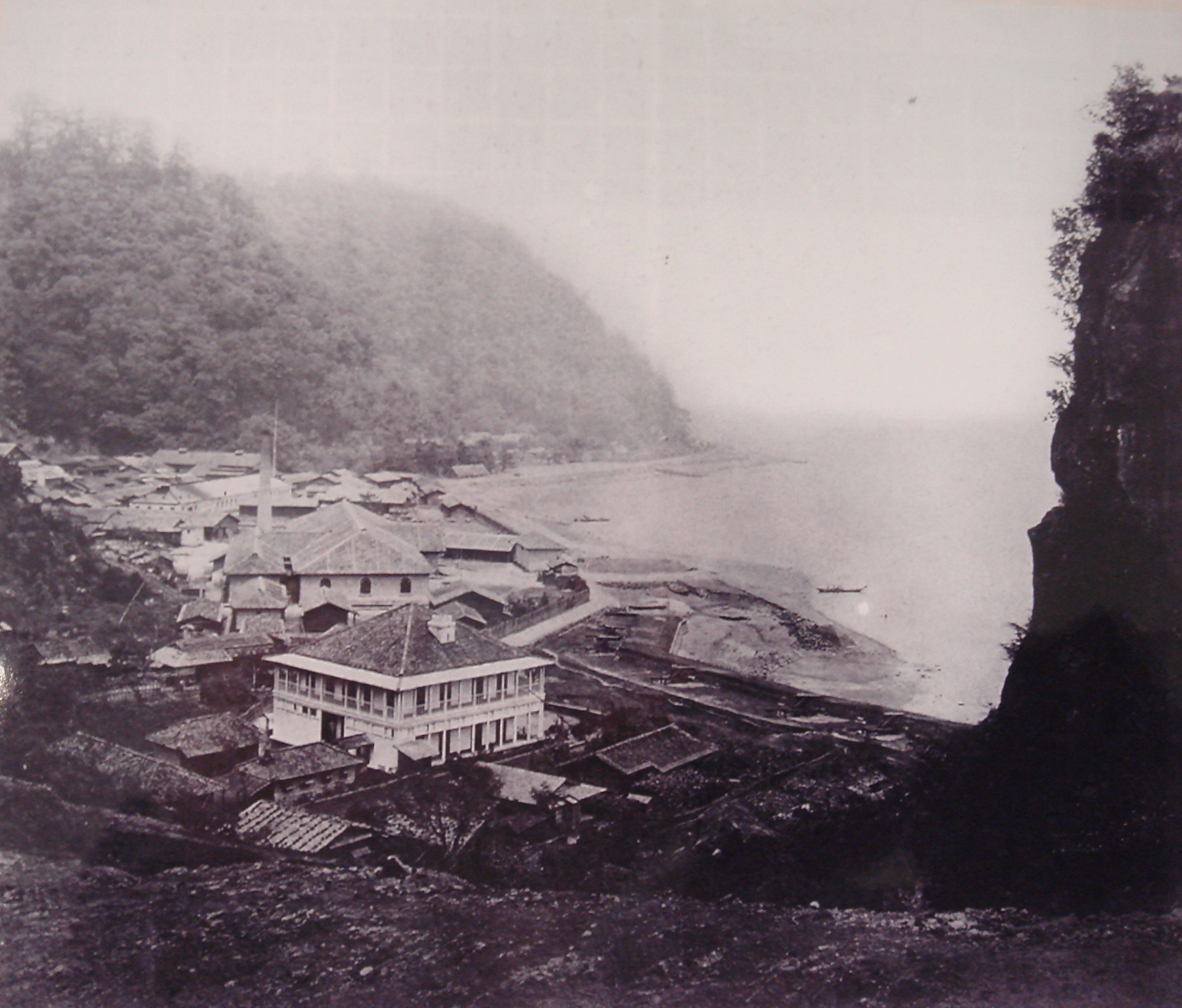
由齊彬於1852年建立的集成館工業區，位於現鹿兒島市磯地區。旁邊為外國工程師建立的異人館（攝於1872年）

齊彬还积极将西方的思想、技术与文化输入萨摩藩，成立了「蘭學開成所」，不拘一格地提拔人才，本来出身下级藩士（乡士）的西乡隆盛、大久保利通等人都是从这时候崭露头角。1848年，齊彬獲得首部進口到日本的銀版攝影法照相機，並命令其隨從市來四郎研究如何用其拍攝照片。由於鏡頭的限制和缺乏正統的攝影訓練，所以該相片的品質不高。但在1857年9月17日，齊彬的第一張個人照依然誕生了。此相片在齊彬死後被供奉在照國神社，但不久遺失。失蹤大約一個世紀後，它在一個倉庫中被尋回，並被確定為存在至今、由日本人攝影師拍攝的銀版攝影法照片中，歷史最悠久的。故此日本政府在1999年宣佈將其定為「重要文化財產」，而這也是首張獲得此殊榮的照片。
作为外样大名，本来是被排斥在幕阁之外，但幕末遭遇外敌入侵的紧急事态使情况有所改变，因此在努力扩充自身实力之余，齐彬也和其他一些大藩藩主（如福井藩主松平春嶽、宇和岛藩主伊达宗城、土佐藩主山内容堂、水戸藩主德川齐昭、尾张藩主德川庆胜等）联合，积极对幕政施加影响。由于第13代将军德川家定病弱，将军继嗣问题浮上了檯面，德川家內分有一桥派与南纪派针锋相对。岛津齐彬属於「一桥派」，即主张拥立已成年的御三卿之一、一桥德川家当主德川庆喜（也是德川齐昭亲子）继位，而他的计划之一是让自己的女儿成为御臺所，从而在幕府内部声援一桥派。为此嘉永6年（1853年），他收养了岛津家的一门，今和泉島津忠剛的女儿於一为养女，改名笃子，然后于安政3年（1856年）再安排篤姬成为五摄家之首、右大臣近卫忠熙的养女，以公家女的身份于同年11月成功入主大奥。与此同时，齐彬还在公家内部积极活动，寻求让天皇颁布内勅以尋求確立德川慶喜得以继位。

## 突然去世
安政5年（1858年）4月，就任大老的井伊直弼是「南纪派」，主张拥立血缘更近的纪州藩年幼藩主庆福继任第14代将軍，并利用自己大老的地位强行宣布，同时对一桥派予以镇压，史稱安政大獄。德川慶篤（水户藩主）、德川慶勝（尾张藩主）、松平春嶽（福井藩主）、伊達宗城（宇和島藩主）、山内容堂（土佐藩主）等齐彬的盟友均被勒令隐居、谨慎，德川齊昭更被命永远蛰居，公家的近卫忠熙后来也被迫辞官落饰。对此，远在萨摩的齐彬决定通过武力反抗井伊的铁血政策，率领5000名藩兵进京（上洛）勤王。但就在他出兵前夕，在检阅演习的时候突罹患急病，一周后旋即去世（1858年8月24日），享年50岁（满49岁）。法名顺胜院殿英德良雄大居士，葬于岛津家的菩提寺福昌寺（曹洞宗）。
有关齐彬的死因有多种說法，最可信的是死于霍亂，其他还包括痢疾、傷寒等，但因为齐彬的急死太过突然，而且时间又过于巧合，所以后世也有猜测是一直觊觎藩主之位的岛津久光（忠教）与井伊直弼共谋的结果。如日本小說家海音寺潮五郎原来主张赤痢説。后来則有小說《西鄉隆盛》在第二版中，改齊彬是被毒殺。由于当时他唯一存活的六子哲丸年仅2岁，因此齐彬临终前，指名过继自久光的儿子，18岁的島津忠德（后改名忠義）为养子以繼承家督，并娶齐彬的三女暐子为妻（暐子死后又续娶齐彬五女、近衛忠熙养女寧子），而哲丸则安排在忠義之后再继位家督（但不久以后，哲丸也夭折了）。借島津忠德年少的名义，齐彬的父亲齐兴以藩主监护人的身份重掌藩政直至一年後病逝。

### 官職位階履歷
※日期遵循舊曆。
- 1809年4月28日（文化六年三月十四）誕生在江戶。薩摩藩第十代藩主、島津家第二十七代當主島津齊興長子
- 文化9年（1820年）8月15日、成为薩摩藩世子，次年元服。
- 文政7年（1825年）11月21日、接受第十一代将軍德川家齊偏諱，改名齊彬。任従四位下侍從兼兵庫頭。
- 天保3年（1832年）5月18日、转豐後守，兼侍从。
- 天保5年（1835年）12月16日、迁左近衛權少将，兼豐後守。
- 天保14年（1843年）2月9日、转修理大夫，兼左近衛權少将。
- 嘉永4年（1851年）2月2日，齊興退位，齊彬继任藩主。次日迁薩摩守，兼左近衛權少将。
- 嘉永5年（1852年）12月16日、升従四位上、转左近衛權中将，兼薩摩守
- 文久2年（1863年）11月12日、追贈從三位権中納言。
- 文久3年（1864年）5月12日、赠予照国大明神神号。
- 明治2年（1869年）11月22日、追贈從一位
- 明治34年（1901年）5月16日、追贈正一位

## 家族

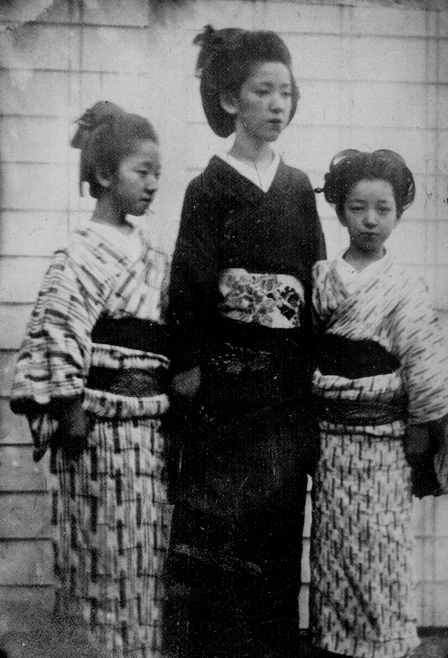
齊彬家人：左起典姬、暐姬、寧姬

### 雙親
- 父：島津齊興
- 母：彌姫（周子）（池田治道女）

### 同母兄弟[5]
- 池田齊敏（日语：池田斉敏）
- 候姫（山内豐熙（日语：山内豊熙）正室）

- 諸之助（文化14年—文政2年、島津久光同年誕生。）

- 珍之助（文政2年—文政3年）

### 妻子
- 正室：恒姫（德川齊敦女）
  - 長男：菊三郎 （1829年8月31日－1829年9月11日）

- 側室：敦賀藩主酒井忠藎（日语：酒井忠藎）之女
  - 長女：澄姫 （1837年8月31日－1840年9月1日）
  - 次女：邦姫 （1838年1月9日－1840年6月22日）

- 側室：田宮安知之女
  - 三男：盛之進（1848年1月5日－1850年11月7日）
  - 五男：虎寿丸（儔次郎）（1849年5月23日－1854年9月16日）

- 側室：伊集院須磨（日语：伊集院須磨）
  - 四男：篤之助（1848年12月18日－1849年8月8日）
  - 三女：暐姫（暐子）（1851年2月16日－1869年5月5日）、島津忠義正室
  - 四女：典姫（典子）（1852年7月14日－1903年12月28日）、島津珍彦（日语：島津珍彦）夫人
  - 五女：寧姫（寧子）（1853年11月30日－1879年5月24日）、島津忠義後妻
  - 六男：哲丸（1857年10月26日－1859年2月4日）

- 側室：旗本横瀬克己之女
  - 次男：寛之助（1845年8月30日－1848年6月7日）

## 登場作品
小說
- 島津齊彬（文藝春秋、綱淵謙錠著）
- 島津齊彬 不斷走在時代之前幕末名君（PHP研究所、著）

影視劇
- 西乡隆盛（1958年、NTV、演：北村和夫）
- 風雪（日语：風雪 (テレビドラマ)）（1964年、NHK、演：花柳喜章）
- 勝海舟（日语：勝海舟 (NHK大河ドラマ)）（1974年、NHK大河劇、演：堀雄二）
- 捨生忘利：西郷隆盛傳（1977年、TBS、演：加藤剛）
- 風之隼人（日语：風の隼人）（1979年、NHK、演：津川雅彥）
- 天璋院篤姫（1985年、ANB、演：田村高廣）
- 花之生涯 井伊大老與櫻田門（日语：花の生涯 井伊大老と桜田門）（1977年、TX、演：綿引勝彦）
- 宛如飛翔（1990年、NHK大河劇、演：加山雄三）
- 德川慶喜（1998年、NHK大河劇、演：立川三貴）
- 大奧（2003年、CX、演：本田博太郎）
- 篤姬（2008年、NHK大河劇、演：高橋英樹）
- 八重之櫻（2013年、NHK大河劇、演：林与一）
- 西鄉殿（2018年、NHK大河劇、演：渡邊謙）
- 天外者（日语：天外者）（2020年、Giggly Box、演：榎木孝明（日语：榎木孝明））
- 直衝青天（2021年、NHK大河劇、演：新納慎也）

## 脚注
1. ↑  Ravina, 44
2. ↑   Ravina, 49
3. ↑  Anne Tucker et al., The History of Japanese Photography. Yale University Press, 2003. ISBN 0-300-09925-8
4. ↑  Darwin Marable, Through the Looking Glass: How Japanese Photography Came of Age （页面存档备份，存于）. World and I, May 1, 2004.
5. ↑  請参考「島津氏正統系圖」